# Jhonatan
Jhonatan Luiz da Siqueira, noto semplicemente come Jhonatan (São Miguel do Oeste, 8 maggio 1991), è un calciatore brasiliano, portiere del Paxtakor.

## Palmarès

### Club

#### Competizioni nazionali
- Segunda Liga: 1

Rio Ave: 2021-2022